# Шан-д’Уазо
Шан-д’Уазо́ (фр. Champ-d’Oiseau) — коммуна во Франции, находится в регионе Бургундия. Департамент коммуны — Кот-д’Ор. Входит в состав кантона Монбар. Округ коммуны — Монбар.
Код INSEE коммуны — 21137.

## Население
Население коммуны на 2010 год составляло 76 человек.
| 1962 | 1968 | 1975 | 1982 | 1990 | 1999 | 2010 |
| ---- | ---- | ---- | ---- | ---- | ---- | ---- |
| 80   | 82   | 67   | 67   | 76   | 86   | 76   |

## Экономика
В 2010 году среди 45 человек трудоспособного возраста (15—64 лет) 38 были экономически активными, 7 — неактивными (показатель активности — 84,4 %, в 1999 году было 76,9 %). Из 38 активных жителей работали 35 человек (18 мужчин и 17 женщин), безработных было 3 (1 мужчина и 2 женщины). Среди 7 неактивных 2 человека были учениками или студентами, 4 — пенсионерами, 1 был неактивным по другим причинам.